# Mort Cinder
Mort Cinder é uma história em quadrinhos argentina criada por Héctor Germán Oesterheld e Alberto Breccia. É considerada uma das melhores HQs da Argentina. A história gira em torno de Mort Cinder, um homem enigmático que volta do túmulo toda vez que morre. Em sua primeira aparição, Cinder foi apresentado como um assassino que acabara de ser executado. Alguns misteriosos homens com olhos de chumbo aguardam sua ressurreição do túmulo, planejando usar seu cérebro para um experimento horrível. O antiquário Ezra Winston, chamado por mensagens sobrenaturais, vem para salvá-lo. Cinder vive desde os tempos antigos e participou de muitos episódios históricos famosos, incluindo a construção da Torre de Babel, a Primeira Guerra Mundial e a Batalha das Termópilas. Sua origem, assim como suas habilidades sobrenaturais, nunca foram explicadas pelos autores. O personagem estreou em 20 de junho de 1962, na história Ezra Winston, o antiquário, que serviu como prólogo. A série começou a ser publicada em 20 de julho de 1962, na edição número 718 da revista Misterix, e terminou em 28 de fevereiro de 1964, na edição 798 da revista. A edição brasileira do romance gráfico, publicada em 2018 pela editora Figura, ganhou no ano seguinte o 31º Troféu HQ Mix na categoria "melhor edição especial estrangeira".